# هيرونوري تاكوشي
هيرونوري تاكوشي (باليابانية: 竹内浩典؛ بالكانا: たけうち ひろのり) هو مهندس ياباني، ولد في 22 ديسمبر 1964 في كاناغاوا في اليابان.

## روابط خارجية
- هيرونوري تاكوشي على موقع DriverDB.com (الإنجليزية)